# Жмеринський залізничний вузол
Жмеринський залізничний вузол — залізничний вузол в місті Жмеринка Вінницької області.

## Станція Жмеринка
Є однією з найважливіших вузлових станцій Південно-Західної залізниці. Звідси поїзди курсують у чотирьох напрямках:
- північно-східному — електрифікована (впродовж 1975-79 років[1]) двоколійна дільниця, відстань до найближчої вузлової станції Вінниця — 47 км.
- південно-східному — електрифікована (впродовж 1989 року[1]) двоколійна дільниця, відстань до найближчої вузлової станції Вапнярка — 81 км.
- північно-західному — електрифікована (впродовж 1997—1998 років[1]) двоколійна дільниця, відстань до найближчої вузлової станції Гречани через станцію Жмеринка-Подільська — 106 км.
- південно-західному — неелектрифікована одноколійна дільниця, відстань до прикордонної станції Могилів-Подільський через станцію Жмеринка-Подільська — 114 км.

На станції розташований пасажирський вокзал, де зупиняються усі поїзди далекого та приміського сполучення.

## Станція Жмеринка-Подільська
Вантажна станція, знаходиться за 3,5 км на захід від станції Жмеринка. Виникла 1914 року.

## Локомотивне депо
Локомотивне депо «Жмеринка» (ТЧ-4). Основний тип рухомого складу — локомотиви ВЛ80, М62, ЧМЕ3 тощо та електропоїзди ЕР9. Обслуговує приміські маршрути Жмеринської дирекцій залізничних перевезень та вантажні перевезення. Знаходиться на станції Жмеринка.

## Вагонне депо
Вагонне депо «Жмеринка» (ВЧД-4). Знаходиться на станції Жмеринка.